# Nurit Hirsh
Nurit Hirsh (în ebraică נורית הירש, n. 13 august 1942, Tel Aviv, Palestina sub mandat britanic) este o compozitoare israeliană de muzică ușoară, creatoare apreciată de melodii în genul "cântecului ebraic" ("zemer ivri"), autoarea a peste o mie de cântece compuse pe texte de poeți și textieri din Israel.

## Tinerețea și studiile
S-a născut în 1942 la Tel Aviv, pe atunci în Palestina sub mandat britanic (din 1948 în Statul Israel). După studii liceale la liceul Ironi (orășenesc) Alef, Nurit Hirsh a studiat în clasa de pian a Conservatorului de muzică „Rubin” din Tel Aviv, unde i-a avut ca profesori pe Alexander Buch (pian), pe compozitorii Mordehay Seter, Yehezkel Braun, Itzhak Sdayi, (la compoziție), Ödön Pártos (originar din Transilvania),(sub îndrumarea căruia a interpretat muzică de cameră) Noam Sharif (la orchestrație) și pe dirijorul László Roth (dirijat). A luat și lecții de clarinet cu Yaakov Barnéa, prim-clarinetistul Filarmonicii israeliene. 
Din adolescență Nurit Hirsh a lucrat ca pianistă acompaniatoare a unor cântăreți de operă și la un studiou de balet, de asemenea s-a întreținut din lecții particulare de teoria muzicii și solfegiu. A lucrat un timp ca pianistă la cluburile „Hammam” și „Moadon Hatheatron” din Jaffa, precum și ca pianistă a casei la teatrul național Habima din Tel Aviv. A făcut în continuare serviciul militar în cadrul ansamblului muzical al forțelor blindate și a luat lecții în domeniul jazzului de la unul din pionierii învățământului acestei muzici în Israel, Tzvi Keren.
Ea s-a perfecționat mai apoi în S.U.A. în compoziție de muzică de film, muzică contemporană și electronică la Universitatea California din Los Angeles. La New York a fost pentru o vreme eleva compozitorului Norman Del Joio.

## Activitatea de creatoare
În anul 1965 cântăreața Chava Alberstein a lansat primul cântec al lui Nurit Hirsh, "Floarea liliacului" (Perakh Halilakh) compus pe textul lui Uri Assaf. Chava Alberstein a interpretat și cântecul de mare succes pentru copii "Corul cel vesel" ( Makhelá alizá) pe text de Lea Naor.
Nurit Hirsh a colaborat mai cu seamă cu textierul Ehud Manor pe ale cărui versuri a compus zeci de cântece ca de pildă Casele ce se pierdeau lângă mare (Habatim she'nigmrú leyad hayam), La anul (Ba'shana ha'baa), Să te urmez .. (Lalehet shevi aharaih) au devenit șlagăre, în interpretarea unor cântărețe ca Ilanit, Ofra Fuchs, Rivka Zohar. Pe texte de Yoram Tehar-Lev ea a compus alte hituri ca Un inger de pe scara lui Iacob, În livadă, la covată (Bapardes al yad hashoket), Tu îmi ești țară (Atá li eretz), Mâinile tale curentează (Hashmal bekapot yadaih) etc.
Nurit Hirsh a ajuns sa aibă succese și pe scena internațională atunci când cântece ale ei au participat la Concursul Eurovision. În 1973 când Israelul a participat prima dată la această competiție muzicală, melodia ei Undeva (Ey sham), cântată de solista Ilanit s-a clasat pe locul al patrulea. Nurit Hirsh a dirijat atunci acompaniamentul orchestral. Dar succesul cel mai mare l-a avut cu Abanibi pe cuvintele lui Ehud Manor și în interpretarea lui Izhar Cohen care a cucerit Marele Premiu al concursului Eurovision în anul 1978. Cântecul, tradus apoi în multe limbi ale lumii, a devenit un șlagăr mondial.
Compozitoarea s-a făcut cunoscută în comunitățile evreiești din lume prin mai multe cântece în spirit tradițional - cel mai vestit dintre ele - după cuvintele care încheie rugăciunea Kadish "Ossé shalom bimromav" עושה שלום במרומיו Cel care face pacea în înălțimile Lui), care a câștigat primul loc la cel dintâi Festival al cântecului hasidic în 1969. Acest din urmă cântec a intrat în uzul liturgic al multor sinagogi și obști evreiești.
Creații ale lui Nurit Hirsh au obținut distincții și la Festivaluri ale cântecului și șlagărului israelian și la festivaluri ale copiilor în Israel. De asemenea a compus muzica pentru mai multe filme israeliene - inclusiv, în 1971, „Balada polițistului”, cântecul - temă al filmului "Polițistul Azulay" după scenariul lui Ephraim Kishon și care a fost interpretat de Oshik Levi. Tot ea este autoarea melodiilor din filmul muzical israelian "Salah Shabati', și el după scenariul lui Kishon. Dintre ele, șlagărul „Ah, ya rab" (Ah, Doamne) a devenit bine cunoscut în interpretarea actorului Zeev Revah.
A fost căsătorită vreme de treizeci de ani cu omul de afaceri Yoram Rosenfeld, care a părăsit-o în urmă cu câțiva ani pentru altă femeie. Între timp, el a decedat de leucemie. Compozitoarea a păstrat cu el relații de prietenie până în ultimele lui zile. Cu el a avut doi copii - fiica Ruth Rosenfeld, cântăreață de operă în Germania, și Dani, muzician în domeniul jazz-ului.

## Discografie

### Albume
- Zemer shekaze (Așa un cantec) - Cele mai frumoase cântece ale lui Nurit Hirsh- 1982
- Nurit Hirsh - 1992
- Beikvotaikh  (Pe urmele tale) -Nurit Hirsh 1997
- Ilanit și Nurit Hirsh - Hine yamim baiym (Iată zilele sosesc)  - 2003
- Nurit Hirsh - Hameitav - (Cele mai bune cântece) 2006
- Nurit Hirsh - Mak-helá alizá (Un cor vesel) - 2007

## Distincții
- 1978 - premiul Eurovision 1978 pentru cântecul A-ba-ni-bi
- 2001 - premiul pentru întreaga activitate de până atunci din partea Asociației israeliene compozitorilor, autorilor și editorilor de muzică.
- 2006 - premiul Universității Bar Ilan din Ramat Gan,Israel, pentru activitatea ei muzicală
- 2016 - Premiul de stat - Premiul Israel